# 多爾戈湖
53°08′44″N 12°50′34″E / 53.145542°N 12.842706°E

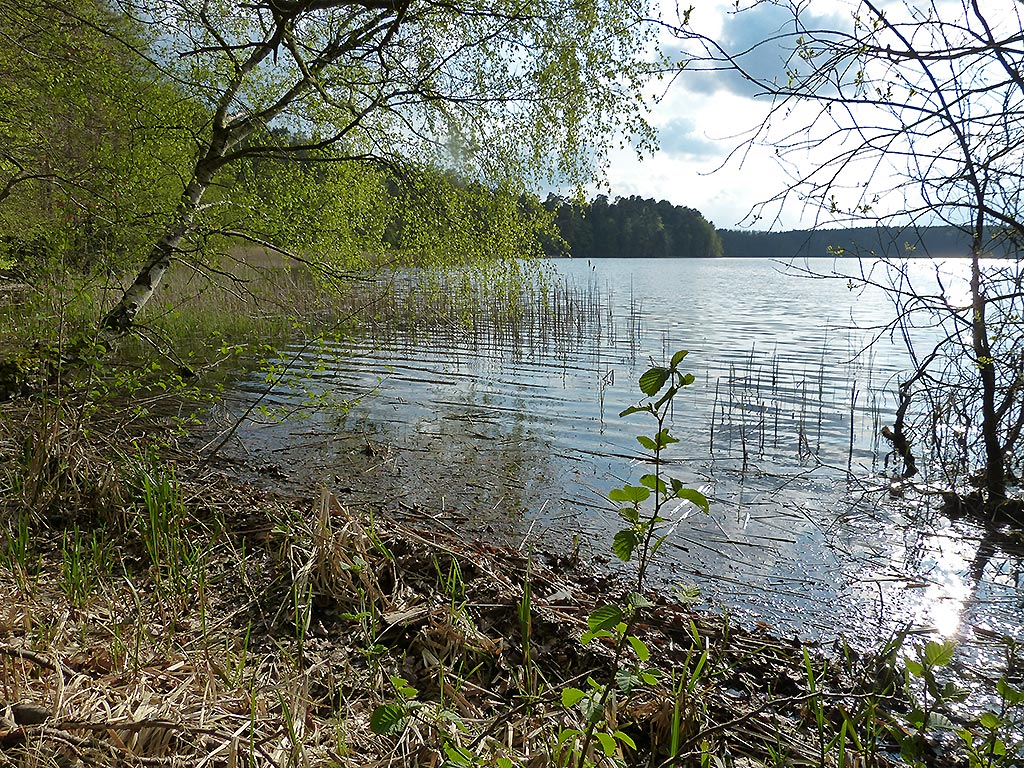

多爾戈湖（德語：Dollgowsee），是德國的湖泊，位於該國東北部，由勃蘭登堡州負責管轄，長1.6公里、寬0.6公里，面積0.65平方公里，海拔高度56米，最大水深10米，水體容量300萬立方米。